# Bruno Weil (Jurist)
Ernst Bruno Jacob Weil (* 4. April 1883 in Saarlouis, 11. November 1961 in New York City) war ein deutsch-argentinischer Rechtsanwalt, Publizist, Politiker und Schriftsteller jüdischen Glaubens.

## Leben
Mit seinen Eltern zog er 1896 nach Metz. Im Jahr 1901 begann er ein Studium der Rechtswissenschaften zunächst an der Universität München (1901–1903) und dann an der Universität Straßburg. Nach dem Referendariat (in Colmar und Straßburg) ließ er sich 1910 in Straßburg als Anwalt nieder. Bruno Weil wurde 1906 an der Universität Würzburg mit einer Arbeit zum Familienrecht zum Doktor der Rechte promoviert.
Von 1910 bis 1919 praktizierte Weil, unterbrochen vom Kriegsdienst von 1915 bis 1918 an der Ostfront, als Rechtsanwalt in Strassburg. Von 1920 bis 1935 war er in Berlin als Notar, Industrieanwalt und Rechtsvertreter in Prozessen gegen Antisemiten, sowie deutscher Rechtsberater der englischen und französischen Botschaften tätig.
Weil hatte sich schon vor dem Ersten Weltkrieg im Zusammenhang mit der Zabern-Affäre politisch engagiert und elsässische Zivilisten gegen preußische Soldaten vor Gericht vertreten. Er war Mitglied und seit 1926 Vizepräsident des Centralvereins deutscher Staatsbürger jüdischen Glaubens. In der Zeit der Weimarer Republik war als Publizist, Redner und Anwalt führend am „Abwehrkampf gegen Antisemitismus und Nationalsozialismus“ beteiligt. 1926 war er der vom Centralverein bestellte Anwalt der Verteidigung im Münchmeyer-Prozess. Er galt als einer der versiertesten Prozessanwälte des Centralvereins. In seiner Schrift „Der Politische Prozess“ wies er darauf hin, dass es in politischen Verfahren mehr auf das öffentliche Echo als auf die gerichtliche Entscheidung ankomme („Der Prozess ist nichts – das Echo alles!“). Weil war Mitglied der Deutschen Demokratischen Partei (DDP), für die er bei der Reichstagswahl 1930 und 1932 erfolglos antrat.
Als Weltkriegsveteran und dank der Fürsprache der französischen Botschaft konnte Weil noch zu Beginn der Zeit des Nationalsozialismus bis 1935 in Deutschland als Anwalt praktizieren. Da er zahlreiche internationale Klienten hatte, reiste er in den Jahren von 1933 bis 1935 viel und nutzte dies, um im Ausland in Vorträgen und Treffen auf die Situation der Juden in Deutschland hinzuweisen und Ausreisemöglichkeiten zu schaffen.
Im NS-Staat wurden seine Rechte zunehmend beschnitten. Er erstritt sich vor dem Reichsgericht das Recht, bei der Saarabstimmung 1935 mit abstimmen zu dürfen. Im selben Jahr wurden ihm und seiner Frau Alice vorübergehend ihre Pässen abgenommen und ihm durch Reinhard Heydrich jeder öffentliche Auftritt untersagt.
Im Oktober 1936 emigrierte er mit seiner Frau nach Argentinien und wurde im selben Jahr argentinischer Staatsbürger. Im Jahr 1939 wurde er zusammen mit seiner Frau auf einer Reise nach Frankreich vom Ausbruch des Zweiten Weltkriegs überrascht und konnten das Land nicht mehr verlassen. Im Juni 1940 wurden sie als „feindliche Ausländer“ für zwei Monate interniert (er im Lager Le Vernet). Nach dem Waffenstillstand von Compiègne konnte er nach Argentinien ausreisen.
Im Jahr 1950 zog er in die USA. Dort gehörte er zu den Gründern der Axis Victims League, deren Präsident er war und die sich unter anderem für Rückgabe und Entschädigung enteigneten oder zerstörten jüdischen Vermögens einsetzte.
Weil starb 1961 in New York City. Sein Nachlass wird vom Leo Baeck Institut in New York verwaltet.

## Schriften (Auswahl)
Weil war Autor zahlreicher Bücher und Aufsätze. Neben juristischen Fachaufsätzen und politischen Artikeln und Redemanuskripten verfasste er mehrere populäre Monographien über historisch-juristische Themen, wie die Dreyfus-Affäre oder den Skandal rund um den ersten Versuch zum Bau des Panama-Kanals, die zum Teil zahlreiche Auflagen erlebten. Seine Monographie Der Prozess des Hauptmann Dreyfus diente als Vorlage zum 1930 von Richard Oswald gedrehten Film Dreyfus mit Fritz Kortner.
- Juden heraus! In: B. Weil (Hrsg.): K C. Jahrbuch 1906. Josef Singer, Strassburg und Leipzig 1906, S. 41–78 (Digitalisat).
- Die deutsch-französischen Rechtsbeziehungen vom Kriegsanfang bis zur Gegenwart. Carl Heymann, Berlin 1929 (Inhalt).
- Der Prozess des Hauptmanns Dreyfus. Rothschild, Berlin-Grunewald 1930 (Inhaltsverzeichnis).
  - Neue und erweiterte Ausgabe im Verlag Allgemeine Wochenzeitung der Juden in Deutschland, 1960.
- Glück und Elend des Generals Boulanger. Rothschild, Berlin-Grunewald 1931. (erschien gleichzeitig in französischer Sprache)
- Panama. Rothschild, Berlin-Grunewald 1931 (dnb.de). (auch in französischer und spanischer Übersetzung erschienen)
- Der Weg der deutschen Juden. Centralverein dt. Staatsbürger jüdischen Glaubens, 1934 (Digitalisat).
- Baracke 37 – stillgestanden! Ich sah Frankreichs Fall hinter Stacheldraht. Editorial Estrellas, Buenos Aires 1941 (Inhaltsverzeichnis).
- Durch drei Kontinente. Editorial Cosmopolita, Buenos Aires 1948 (Inhaltsverzeichnis).
- Peter C. Keller (Hrsg.): Mutterkorn Vaterland Bruno Weil: Autor – Advokat – Politiker. Ein Lesebuch. Röhrig, St. Ingbert 1960, ISBN 3-924555-25-7 (Inhalt).
- Clodia: Roms grosse Dame und Kurtisane. Classen, Zürich 1960.
- 2000 Jahre Cicero. Classen, Zürich 1962.